# Сербський гусарський полк
Сербський гусарський полк — сербське кавалерійське формування Російської імперської армії, в період 1723—1783 років.

## Історія
Існуючі, в Російській армії під час Північної війни і Прутського походу солдатські (наймані) волоські, сербські і польські гусарські полки були розпущені в 1721 році після укладення Ништадтского мирного договору. Але в жовтні 1723 року імператор Петро I указом повелів сербському майору Івану Альбанезову (Албанезу) сформувати «Сербський гусарський полк» в складі 316 чоловік (з них 285 рядових гусарів). Набрати полк по штату не вдалося, і в 1726 році особовий склад розподілили по слобідським козацьким полкам, але вже в наступному році їх знову зібрали, виділивши для поселення землі на Півдні Україні і звелів збільшити штат до 1 000 чоловік, взявши відсутні шість сотень із слобідських полків. 3 вересня 1728 року штат був скорочений до 600 чоловік. 1729 року полк був поселений на території між шанцями (фортецями) Тор та Української лінії.
До 1733 році в полку налічувалося 197 чоловік особового складу (130 рядових), в зв'язку з чим командиром полку Іваном Стояновим були прийняті активні заходи з вербування сербів — зокрема, в Австрії, в зв'язку з гонінням православних.
У 1736 році, в зв'язку з початком російсько-турецької війни, штат полку був доведений до 1160 осіб в 10 ротах. У 1737 році було дозволено, крім українських козаків, приймати в полк угорців, волохів, трансильванців, молдаван та інших охочих людей. До 1740 полк нараховував 1045 осіб. Сербський гусарський полк брав участь в штурмі Очаківа, битвах при річці Прут і Хотині.
14 жовтня 1741 року указом імператриці Анни Леопольдівни склад чотирьох існуючих гусарських полків (Сербського, Угорського, Молдавського і Грузинського) був приведений до однаковості: 963 людини в 10 ротах. Полкам присвоєні кольори мундирів.
12 січня 1770 року полк під командуванням Древіца Івана Григоровича взяв участь в бою при Добре, проти прихильників Барської конфедерації.
У 1783 році полк поступив на сформування Ольвіопольського гусарського полку.

## Командири
- пр.1733 р. — Стоянов Іван
- пр.1770 р. — Дренвіц Іван Григорович
- 1753—1764 Йован Шевич

## Однострій

### 1741—1756
Ківер чорний, смушевій. Ментик, доломан, комір, обшлаги, чакчири, лопать ківера, чепрак, ташка сині, обшивка чепрака чорна. Металеві елементи однострою жовті. У офіцерів облямівка ментика сіра, шнури, галуни, обшивка ташки — жовті. У нижніх чинів облямівка ментика, шнури, галун, обшивка ташки — чорні, гомби пасу червоні.

### 1756—1763
Ментик і чепрак блакитні. Доломан, чакчири, опанча, гомби пасу сині. Пас червоний.

## Служили в полку
- Йован Шевич

## Галерея

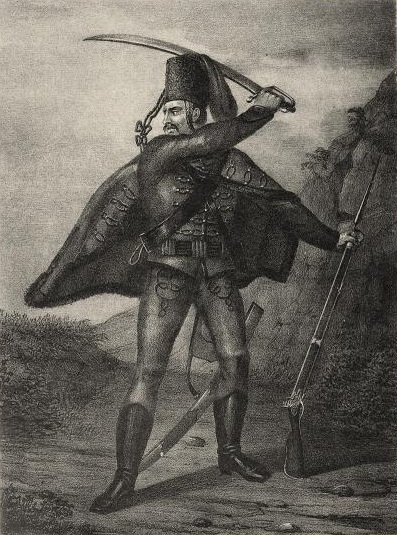
Гусар Сербського гусарського полку, з 1741 до 1761 року.
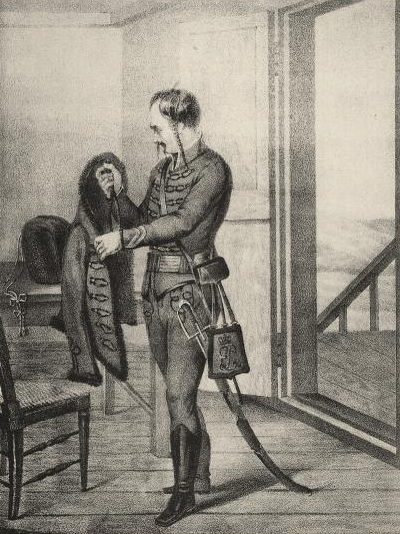
Вахмістр Сербського гусарського полку, з 1741 до 1761 року.
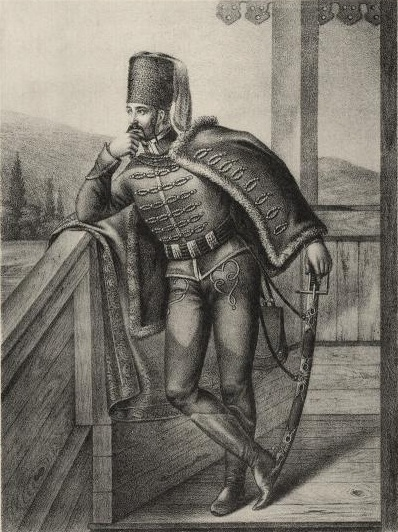
Офіцер Сербського гусарського полку, з 1741 до 1761 року.
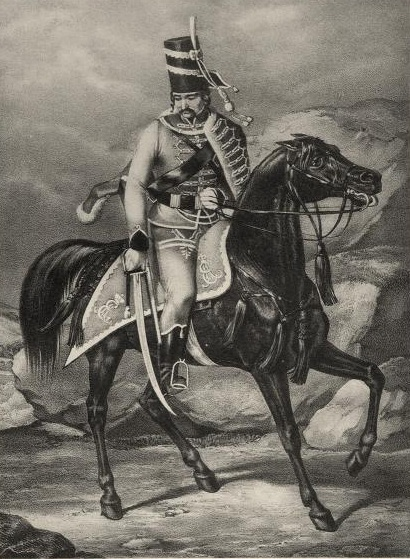
Гусар Сербського гусарського полку, з 1763 до 1776 року.
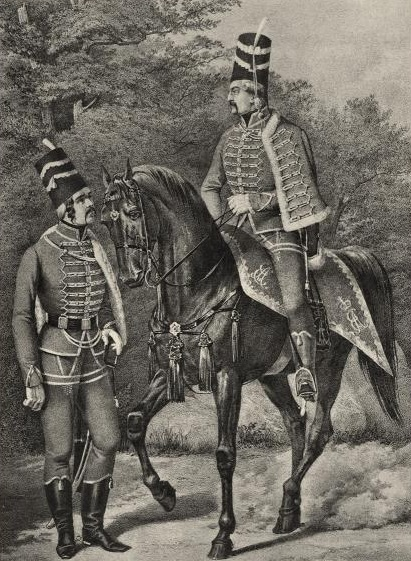
Унтер-офіцер і обер-офіцер Сербського гусарського полку, з 1763 до 1776 року.
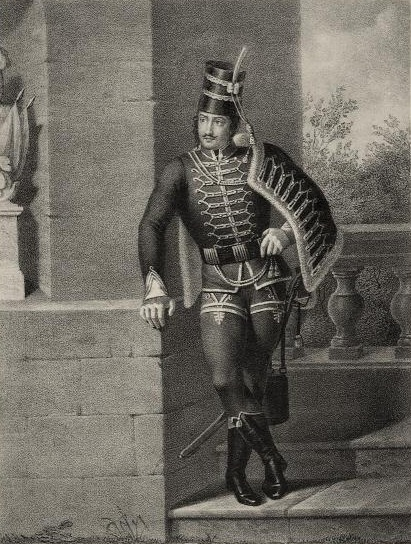
Унтер-офіцер Сербського гусарського полку, з 1776 до 1783 року.
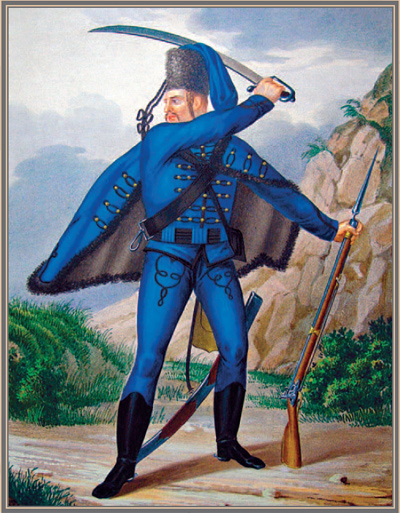
Гусар Сербського гусарського полку, з 1741 до 1761 року.